# Galeries romanes del carrer de la Plata
Les galeries romanes del carrer de la Plata o criptopòrtic del carrer de la Plata (abans termes dels Augustals, termes romanes d'Olisipo, termes romanes de Lisboa, i termes romanes del carrer de la Plata), són una estructura arquitectònica que hi ha al subsol del carrer de la Plata (antic carrer Bell de la Reina) i del carrer de la Concepció, i s'estenen fins al carrer del Comerç, a la Baixa de Lisboa.
Aquesta estructura es considera hui un criptopòrtic, una gran plataforma artificial anivellada, sobre la qual es construïren diversos edificis, com a suport per la poca consistència dels sòls d'aquesta zona. Primitivament seria un vast complex de galeries del qual es desconeix la dimensió total. La construcció data de l'època de l'ocupació romana, durant el govern de l'emperador August, entre els segles I ae i I de.
Les galeries contenen corredors porticats, paral·lels uns als altres, amb prop de 3 m d'alçada per 2 a 3 m d'amplària, les parets tenen voltes amb arcs circulars.

## El descobriment
El criptopòrtic es va descobrir al 1770, quan Manuel José Rierol construïa un edifici en el carrer de la Plata (en els números 57 a 63).
S'hi va trobar una làpida consagrada a Asclepi, dipositada hui en el Museu Arqueològic.
La inscripció de la làpida, amb dimensions de 0,72 m per 0,74 m, és la següent:
«Consagrada a Asclepi. Els augustals Marc Afrani Euporió i Luci Fabi Dafne van oferir aquest monument en donació al municipi.»

## Obertura al públic
Una volta a l'any, normalment en setembre, l'aigua que inunda les galeries la retiren els bombers municipals per permetre la visita en grup, gratuïta, durant tres dies, guiada per tècnics del Museu de la Ciutat. L'entrada se'n situa al carrer de la Concepció. L'obertura de les galeries al públic es realitza des del 1986. Des del 1906 només se'n permetien visites de periodistes i investigadores.